# オルス
オルス (21900 Orus) は、木星のトロヤ群小惑星の1つで、「ギリシャ群」と呼ばれるラグランジュ点4 (L4) に位置する小惑星。アメリカ航空宇宙局 (NASA) のトロヤ群小惑星探査機ルーシー (Lucy) の目標天体の1つとされており、計画では2028年11月20日にフライバイ観測される予定。

## 発見
1999年11月9日、群馬県邑楽郡大泉町のアマチュア天文家小林隆男によって発見された。過去の観測記録では、のちに公表されたデジタイズド・スカイ・サーベイにより、1951年11月8日にパロマー山天文台で撮影された写真乾板に写っていた。

## 軌道と分類
オルスは、木星とほぼ同じ軌道上で木星の約60°前方にあるラグランジュ点4 (L4) を、木星と1:1の軌道共鳴関係を保ちながら公転している。約11年7ヶ月（4,237日）の公転周期で、太陽から4.9 - 5.3 天文単位 (au) の距離を公転する軌道を持つ。公転軌道の軌道長半径は約5.13 au、軌道離心率は約0.036、黄道に対する軌道傾斜角は約8.5°である。

## 物理的特徴
オルスは、ルーシー・ミッションではD型小惑星、パンスターズの測光観測ではC型小惑星としてそれぞれ分類されている。2009年10月にカラアルト天文台の1.2 m 望遠鏡を用いた測光観測で得られた光度曲線から、自転周期は13.45±0.08時間とされた。2016年、ルーシー・ミッション支援のための地上観測により、自転周期を13.48617±0.00007時間に修正する研究結果が発表された。またこの際、オルスの自転の向きが公転方向と逆行していること、および北極付近に大きなクレーターが存在することが示唆された。
日本の赤外線天文衛星「あかり」の観測ではアルベド0.083±0.015、直径53.87±4.08 km、NASAの広視野赤外線探査機NEOWISEによる観測ではアルベド0.075、直径50.81 kmとされた。

## 名称
2016年2月22日、ホメロスの『イリアス』に登場する、ヘクトルに殺されたアカイア人の戦士 Orus にちなんで命名された。

## 探査計画
2021年10月16日打ち上げ予定のNASAのトロヤ群小惑星探査機ルーシーが近接観測する計画となっている。フライバイは2028年11月20日に予定されており、1,000 kmの距離を秒速7.1 kmの速度で通過する計画である。